# سیارک ۱۱۵۷۴
سیارک ۱۱۵۷۴ (به انگلیسی: 11574 d'Alviella، نامگذاری:1994BP3) یازده هزار و پانصد و هفتاد و چهارمین سیارک کشف شده‌است که در ۱۶ ژانویه ۱۹۹۴ کشف شد.
قدر مطلق سیارک برابر ۱۳٫۸۰ است.